# Lista de álbuns número um em 2003 (Portugal)

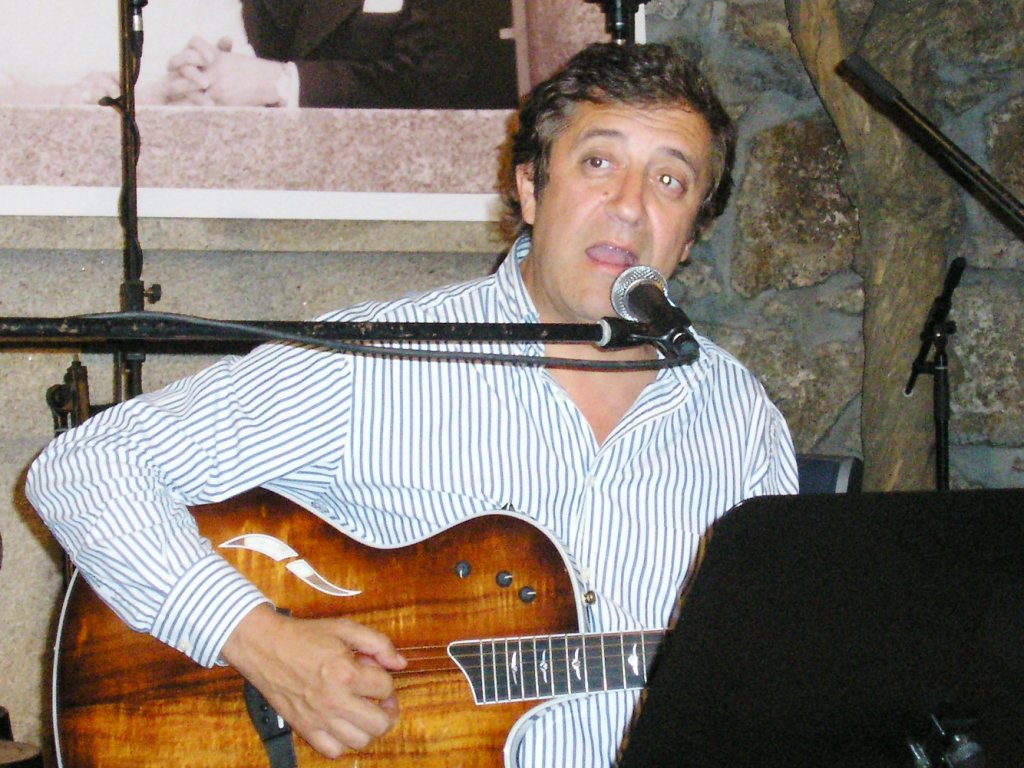
O cantor Rui Veloso foi o artista nacional com mais tempo de permanência no topo da tabela portuguesa, com seis semanas consecutivas.

Este anexo lista os álbuns número um em Portugal no ano de 2003, resultados compilados pela Associação Fonográfica Portuguesa. A tabela musical classifica o desempenho de discos no país. Os resultados finais eram divulgados através do programa Top + da RTP 1.
Até ao final do ano, foram dez os artistas que alcançaram o topo da tabela portuguesa, sendo cinco nacionais e cinco internacionais. Robbie Williams teve dois discos. A banda de música popular portuguesa, Adiafa, com o seu álbum de estreia atingiu a platina e esteve cinco semanas não-consecutivas em primeiro lugar. O cantor português Sérgio Godinho esteve três semanas na liderança e obteve certificação de ouro pelo seu álbum, O Irmão do Meio. A claque Super Dragões também alcançou o topo. O artista nacional com mais semanas na primeira posição foi Rui Veloso com o álbum O Concerto Acústico que esteve seis semanas na primeira posição e lhe rendeu três platinas até ao final do ano.
O trio musical brasileiro Tribalistas foi o que mais semanas permaneceu na primeira posição, foram quinze semanas consecutivas perfazendo um total de quatro platinas atribuídas à banda até ao final de 2003. Os internacionais Metallica obtiveram disco de ouro com quatro semanas na liderança, de doze semanas de permanência na tabela. A banda Linkin Park estreou-se com o seu segundo trabalho de estúdio nas tabelas portuguesas, e permaneceram no topo por duas semanas consecutivas.

## Histórico

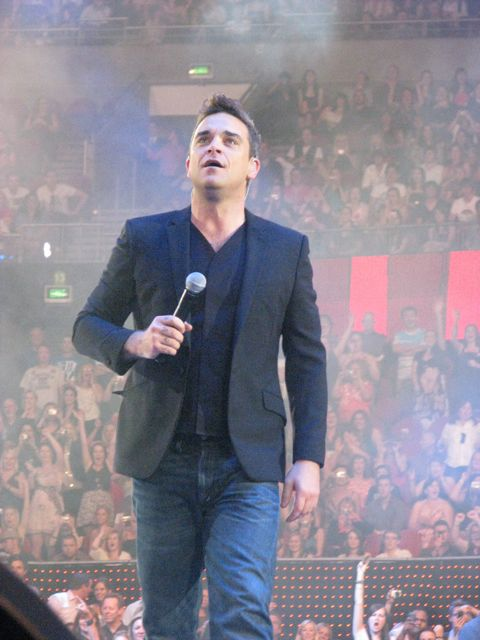
O cantor internacional Robbie Williams foi o segundo melhor acto estrangeiro, com dez semanas em primeiro lugar sendo cinco para cada um dos dois discos.

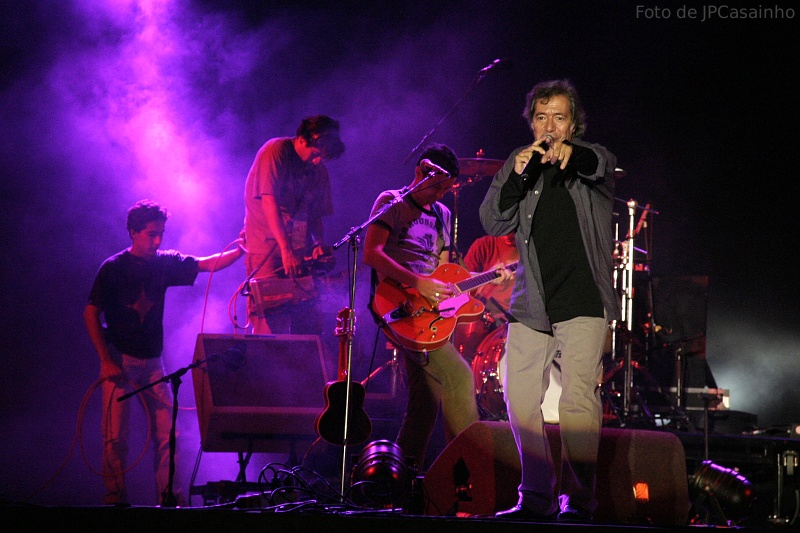
O português Sérgio Godinho esteve três semanas no topo e o seu álbum, O Irmão do Meio, foi certificado com disco de ouro.

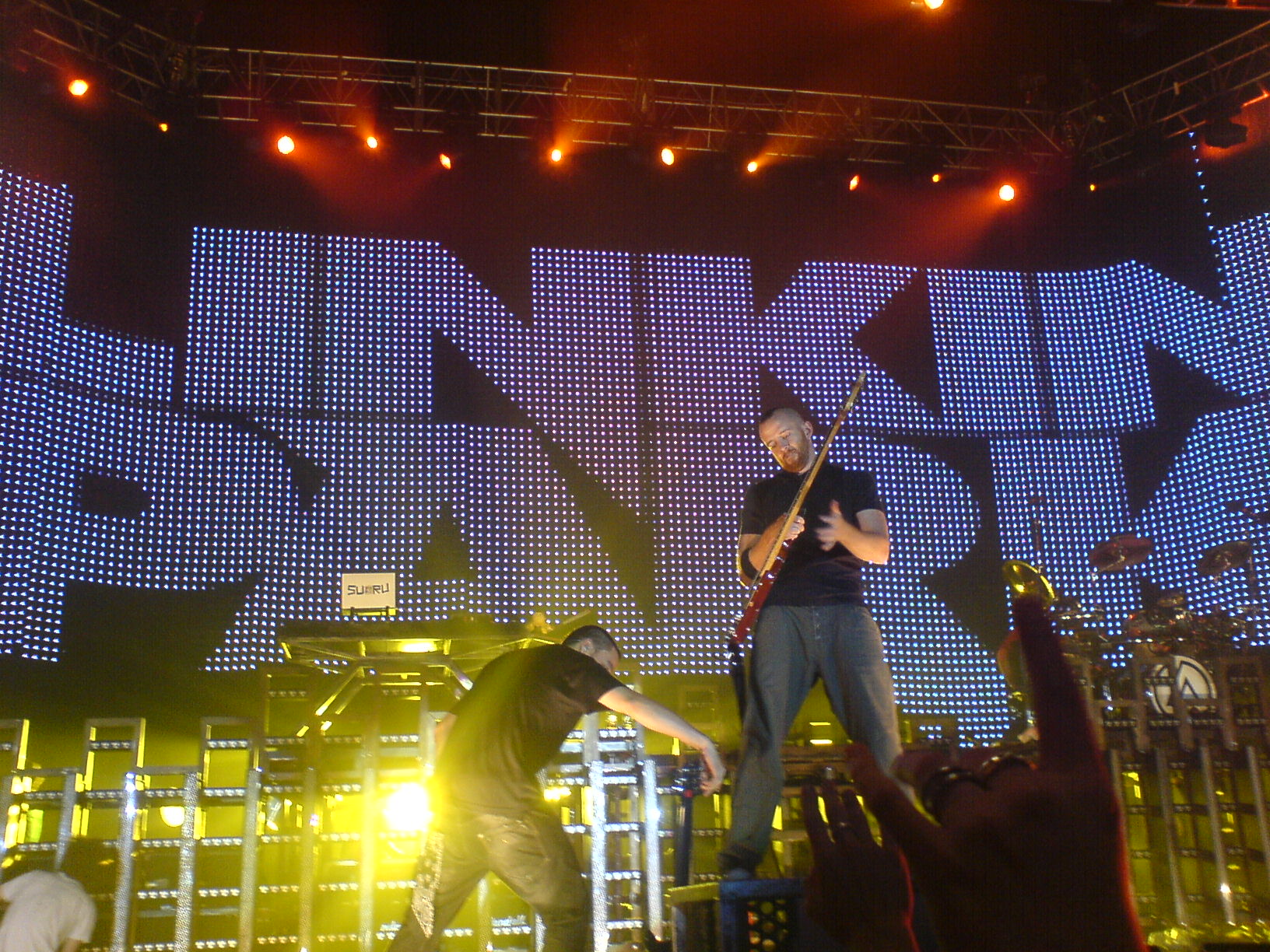
Linkin Park com Meteora esteve duas semanas na liderança.

- Momento - Pedro Abrunhosa - 5 de Janeiro
- Hijas Del Tomate - Las Ketchup - 12 de Janeiro
- Hijas Del Tomate - Las Ketchup - 19 de Janeiro
- Momento - Pedro Abrunhosa - 26 de Janeiro
- Escapology - Robbie Williams - 2 de Fevereiro
- Escapology - Robbie Williams - 9 de Fevereiro
- Escapology - Robbie Williams - 16 de Fevereiro
- Escapology - Robbie Williams - 23 de Fevereiro
- Escapology - Robbie Williams - 2 de Março
- Adiafa - Adiafa - 9 de Março

| Data           | Álbum               | Artista(s)      | Referência |
| -------------- | ------------------- | --------------- | ---------- |
| 16 de Março    | Adiafa              | Adiafa          | [ 5 ]      |
| 23 de Março    | Adiafa              | Adiafa          | [ 6 ]      |
| 30 de Março    | Adiafa              | Adiafa          | [ 7 ]      |
| 6 de Abril     | Meteora             | Linkin Park     | [ 8 ]      |
| 13 de Abril    | Meteora             | Linkin Park     | [ 9 ]      |
| 20 de Abril    | Adiafa              | Adiafa          | [ 10 ]     |
| 27 de Abril    | O Irmão do Meio     | Sérgio Godinho  | [ 11 ]     |
| 4 de Maio      | O Irmão do Meio     | Sérgio Godinho  | [ 12 ]     |
| 11 de Maio     | O Irmão do Meio     | Sérgio Godinho  | [ 13 ]     |
| 18 de Maio     | Porto Campeão       | Super Dragões   | [ 14 ]     |
| 25 de Maio     | Porto Campeão       | Super Dragões   | [ 15 ]     |
| 1 de Junho     | Porto Campeão       | Super Dragões   | [ 16 ]     |
| 8 de Junho     | St. Anger           | Metallica       | [ 17 ]     |
| 15 de Junho    | St. Anger           | Metallica       | [ 18 ]     |
| 22 de Junho    | St. Anger           | Metallica       | [ 19 ]     |
| 29 de Junho    | St. Anger           | Metallica       | [ 20 ]     |
| 6 de Julho     | Tribalistas         | Tribalistas     | [ 21 ]     |
| 13 de Julho    | Tribalistas         | Tribalistas     | [ 22 ]     |
| 20 de Julho    | Tribalistas         | Tribalistas     | [ 23 ]     |
| 27 de Julho    | Tribalistas         | Tribalistas     | [ 24 ]     |
| 3 de Agosto    | Tribalistas         | Tribalistas     | [ 25 ]     |
| 10 de Agosto   | Tribalistas         | Tribalistas     | [ 26 ]     |
| 17 de Agosto   | Tribalistas         | Tribalistas     | [ 27 ]     |
| 24 de Agosto   | Tribalistas         | Tribalistas     | [ 3 ]      |
| 31 de Agosto   | Tribalistas         | Tribalistas     | [ 28 ]     |
| 7 de Setembro  | Tribalistas         | Tribalistas     | [ 29 ]     |
| 14 de Setembro | Tribalistas         | Tribalistas     | [ 30 ]     |
| 21 de Setembro | Tribalistas         | Tribalistas     | [ 31 ]     |
| 28 de Setembro | Tribalistas         | Tribalistas     | [ 32 ]     |
| 5 de Outubro   | Tribalistas         | Tribalistas     | [ 33 ]     |
| 12 de Outubro  | Tribalistas         | Tribalistas     | [ 34 ]     |
| 19 de Outubro  | Live Summer 2003    | Robbie Williams | [ 35 ]     |
| 26 de Outubro  | Live Summer 2003    | Robbie Williams | [ 36 ]     |
| 2 de Novembro  | Live Summer 2003    | Robbie Williams | [ 37 ]     |
| 9 de Novembro  | Live Summer 2003    | Robbie Williams | [ 38 ]     |
| 16 de Novembro | Live Summer 2003    | Robbie Williams | [ 39 ]     |
| 23 de Novembro | O Concerto Acústico | Rui Veloso      | [ 40 ]     |
| 30 de Novembro | O Concerto Acústico | Rui Veloso      | [ 41 ]     |
| 7 de Dezembro  | O Concerto Acústico | Rui Veloso      | [ 42 ]     |
| 14 de Dezembro | O Concerto Acústico | Rui Veloso      | [ 43 ]     |
| 21 de Dezembro | O Concerto Acústico | Rui Veloso      | [ 44 ]     |
| 28 de Dezembro | O Concerto Acústico | Rui Veloso      | [ 4 ]      |